# Labry (Meurthe i Mozela)

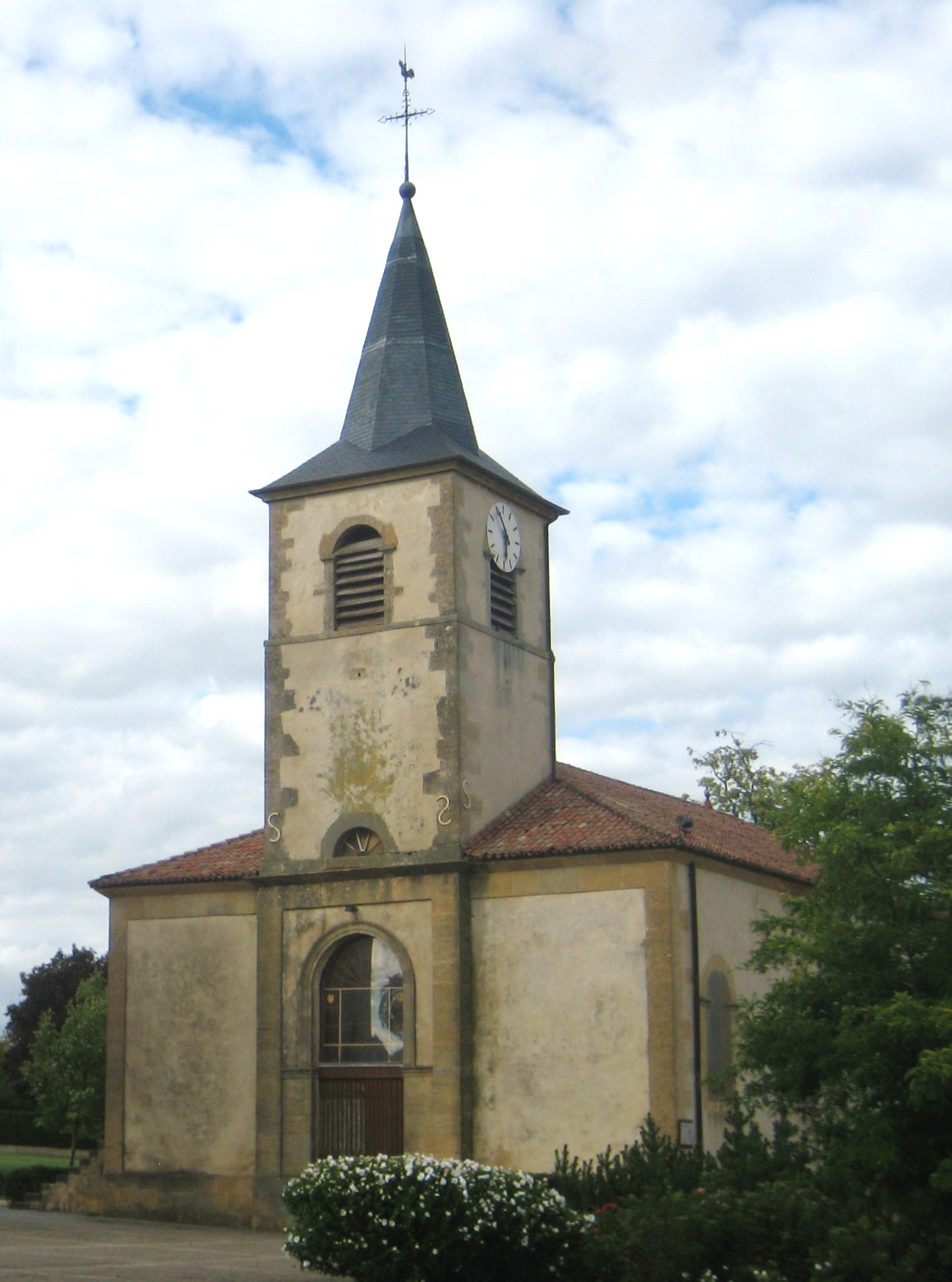
Kościół z 1837 r. pw. św. Gorgoniusza (2011)

Labry – miejscowość i gmina we Francji, w regionie Grand Est, w departamencie Meurthe i Mozela.
Według danych na rok 1990 gminę zamieszkiwało 1486 osób, a gęstość zaludnienia wynosiła 250 osób/km² (wśród 2335 gmin Lotaryngii Labry plasuje się na 274. miejscu pod względem liczby ludności, natomiast pod względem powierzchni na miejscu 926.).

## Populacja

Populacja Labry w latach 1962–2008